# NHK名古屋放送局
NHK名古屋放送局（エヌエイチケイなごやほうそうきょく）は、愛知県名古屋市東区東桜一丁目にある日本放送協会（NHK）の放送局。NHK名古屋放送センタービルに拠点を置く。中部地方7県（愛知県、岐阜県、三重県、静岡県、石川県、富山県、福井県）を管轄するNHK中部ブロックの拠点局である。

## 概要
東京局・大阪局とともに、NHK創設当時から存在する日本最古の放送局の一つである。ただ、1925年（大正14年）年1月10日に誕生した前身の社団法人名古屋放送局の初代理事長となる神野金之助は、前年の1924年（大正13年）2月1日に逓信省（現在の総務省）に対してラジオ放送の許可申請を行った名古屋無電放送株式会社の総代であり、この申請は日本におけるラジオ放送の申請出願の第1号であった。しかし、東京と大阪で民営の一本化のための混乱が生じ、逓信省がラジオ放送の民営の方針をあきらめ、東京・大阪・名古屋に１つずつの公益法人による運営に方針を転換した結果、名古屋は、他の後発2事業者の申請と統合し、公益法人への変更申請を行わざるを得なくなり、1924年（大正13年）12月に「社団法人名古屋放送局」の設立願いを提出し、東京、大阪に次ぐ3番目の開局となった。局舎は名古屋城近くに建設され、送信用アンテナは隣接する軍用地に設置された。
総合テレビとFMで愛知県内向け、Eテレと中波（AM）ラジオ放送で東海3県向けの放送を行っているほか、中部地方（愛知県・岐阜県・三重県・静岡県・福井県・石川県・富山県の7県）を統括する拠点局でもある（民放などでは「基幹局」とも呼ばれる）。放送では「中部」を「東海・北陸」に置き換えることが多い。総合テレビとFMについては、岐阜県や三重県での視聴者・聴取者も多いことから、純粋な愛知県内向けの内容の番組が制作されることは以前から少ない。なお北陸地方（番組や大会の内容〈衆議院議員総選挙の比例代表や高校野球の春季・秋季ブロック大会など〉により、北信越地方としてのくくりで新潟・長野も含む）については、3（5）県ブロックとして、金沢を基幹局とする番組も存在する。
また、放送局のコールサインであるJOCKから、「CK」とも呼ばれることがあり、総合テレビについては「3チャンネル」と呼ばれることが多い（名古屋局はアナログのときから「3」で、岐阜局・津局もデジタル後「3」になった）。

## 設立当時の役員
- 理事長：神野金之助（二代）
- 常務理事：阿部基一
- 理事：伊藤次郎左衛門・上遠野富之助・加藤勝太郎・大島宇吉・小山松寿・生駒重彦・富田重助・岡谷清次郎・高橋正彦・青木鎌太郎・遠山孝三・土井國丸・瀧定助・九鬼紋七・深田三太夫・服部弥八・桑原善吉
- 技師長：村瀬和一[4]

## 組織
2023年（令和5年）4月1日より、拠点局・地方局関係なく、部制度からセンター制（一時的に採用実績有）に見直され、旧放送部などの部門については各センターの下に置かれた。
経営管理センター
東海北陸地方の各放送局統括管理部門
コンテンツセンター（旧：放送センター）
アナウンス（旧：放送部）、番組制作・技術など現業部門
視聴者リレーションセンター（旧：視聴者センター）
営業（旧：営業推進部）、広報など対視聴者部門

## 沿革

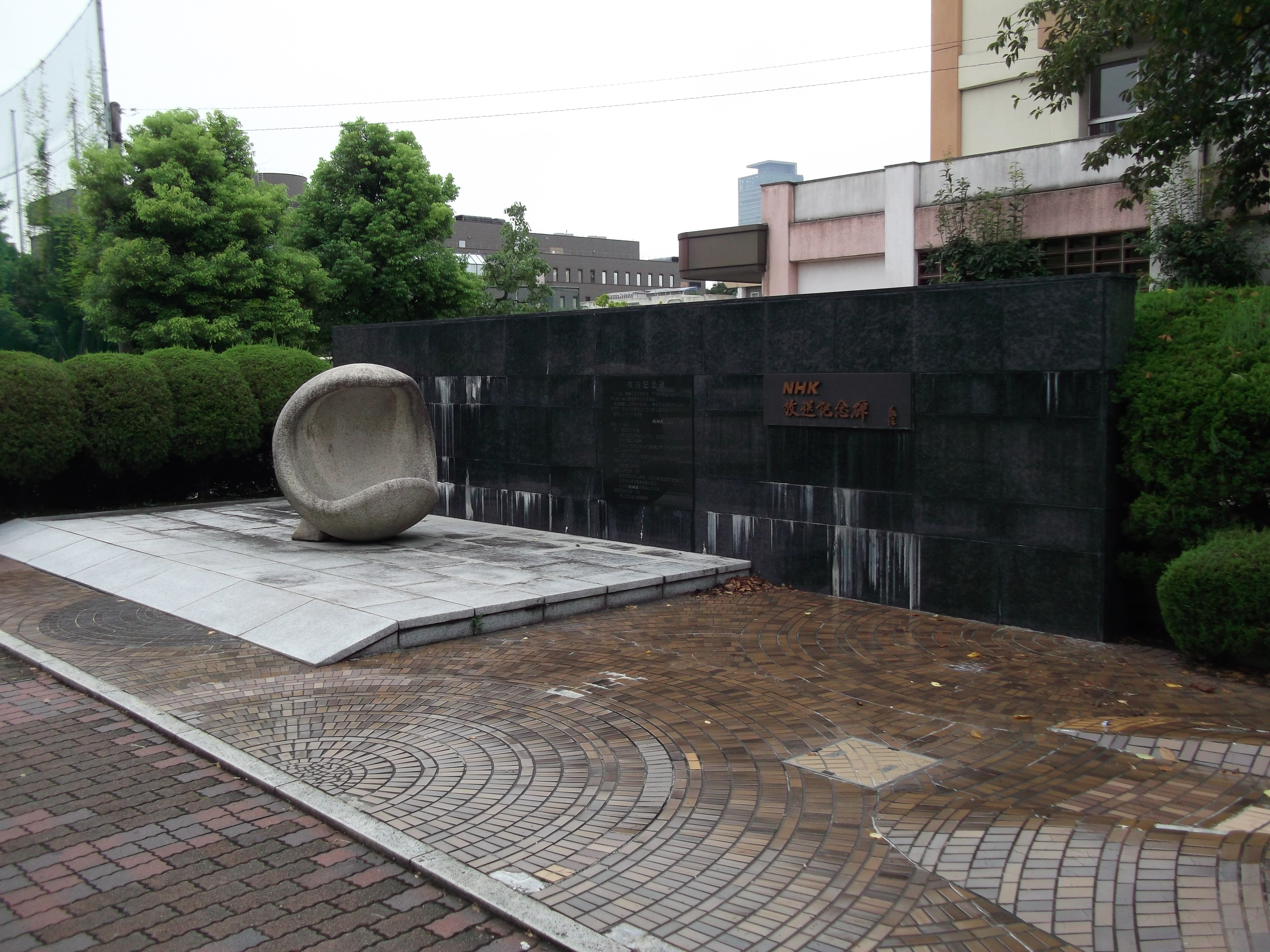
放送開始時の局舎跡の「NHK放送記念碑」（中区三の丸）（2014年8月）

- 1924年（大正13年）2月1日 - 名古屋無電放送株式会社（後の社団法人名古屋放送局）設立の出願。
- 1925年（大正14年）
  - 1月10日 - 社団法人名古屋放送局設立。
  - 6月17日 - 現在の名古屋市中区丸の内に名古屋放送局舎落成。
  - 6月23日 - 試験放送開始。
  - 7月15日 - ラジオ第1放送本放送開始。
- 1926年（大正15年）8月20日 - 社団法人名古屋放送局解散、一切の権利義務を社団法人日本放送協会が継承し、社団法人日本放送協会東海支部に改称（放送時の呼称は名古屋中央放送局）。
- 1929年（昭和4年）12月27日 - 桶狭間ラジオ放送所開局。
- 1933年（昭和8年）6月26日 - ラジオ第2放送開始。
- 1934年（昭和9年）5月16日 - 日本放送協会名古屋中央放送局に改称。
- 1936年（昭和11年）2月9日 - プロ野球（巨人対金鯱）を鳴海球場より全国初の生中継。
- 1945年（昭和20年）5月14日 - 名古屋大空襲により局舎焼失。
- 1950年（昭和25年）
  - 3月10日 - テレビジョン実験局をVHF5chで開設。
  - 6月1日 - 放送法による、日本放送協会設立（社団法人日本放送協会解散、一切の権利義務は特殊法人としての日本放送協会に継承）。
- 1954年（昭和29年）3月1日 - テレビ本放送をVHF5chで開始（当時中部日本放送はラジオ単営局）。8月22日に送信所を名古屋テレビ塔へ移転。
- 1955年（昭和30年）7月15日 - 名古屋市東区に名古屋放送会館落成。
- 1956年（昭和31年）9月1日 - 周波数をVHF3chへ変更（VHF5chは12月1日にテレビを開局する中部日本放送へ譲渡）。
- 1961年（昭和36年）3月27日 - 教育テレビ放送開始。
- 1962年（昭和37年）12月24日 - FM実験放送開始（82.5Mc、3kW）。当初は名古屋テレビ塔から送信し、総合テレビとアンテナを共用していた[5]。
- 1963年（昭和38年）12月16日 - 総合及び教育のアナログ・テレビ放送でのカラー放送を開始[6]。
- 1964年（昭和39年）2月4日 - FM実験放送に於いて、ステレオ放送を開始(NHK大阪と同日)。これに伴い、当時はFM高音質用のステレオ音声回線が未開通だった為、全国放送のステレオ番組に於いては、その放送素材を、アナログ・テープで事前に送り、それを放送するという方法を開始[7]。
- 1965年（昭和40年）
  - 6月27日 - 7月11日 - この年から、大相撲名古屋場所（この年から愛知県体育館で開催）の中継が、カラー放送となる[8]。
  - 10月24日 - 29日 - 「第20回国民体育大会」を、国体初のカラーで中継[9]。
- 1969年（昭和44年）
  - 3月1日 - FM放送本放送開始。
  - 12月25日 - 名古屋総合テレビローカル放送でのテロップ・写真・地図・そして一部の天気予報のフィラーがカラー化される[10]。
- 1970年（昭和45年)
  - 1月5日 - 名古屋放送局のローカルニュースで、フィルムニュースがカラー化される[10]。
  - 4月6日 - 津局FM開局により名古屋局FM放送の放送対象地域から三重県が外れるとともに三重県内のFM中継局を津局へ移管。
- 1971年（昭和46年）
  - 3月26日 - FM放送の出力を3kWから10kWに増力するとともに、送信所を名古屋テレビ塔から東山タワーに移転する[11]。同日、岐阜局FM開局により名古屋局FM放送の放送対象地域から岐阜県が外れるとともに岐阜県内のFM中継局を岐阜局へ移管。
  - 7月1日 - 組織改正により日本放送協会中部本部と改称[12]。
- 1973年（昭和48年）
  - 2月17日 - NHK岐阜放送局総合テレビ開局により、名古屋局総合テレビの放送対象地域から岐阜県が外れるとともに岐阜県内のテレビ中継局を岐阜局に移管。
  - 4月2日 - NHK津放送局総合テレビ開局により、名古屋局総合テレビの放送対象地域から三重県が外れるとともに三重県内のテレビ中継局を津局に移管。
- 1978年（昭和53年）9月11日 - FM放送のPCMデジタル・ステレオ回線の運用を東京-名古屋-大阪間で開始。これにより、大阪、名古屋での同ステレオ放送で長年実施していた、全国放送のテープ事前送りによる放送が終了[13]。
- 1979年（昭和54年）8月8日 - 総合テレビの音声多重放送開始[14]。
- 1980年（昭和55年）7月25日 - 組織改正により日本放送協会名古屋放送局と改称。
- 1983年（昭和58年）12月22日 - 鍋田ラジオ放送所運用開始。
- 1984年（昭和59年）5月14日 - 衛星放送開始。
- 1990年（平成2年）10月1日 - 教育テレビの音声多重放送開始。（東京・大阪と同時）
- 1991年（平成3年）8月26日 - NHK名古屋放送センタービル落成。
- 1999年（平成11年）5月1日 - NHK名古屋放送資料センター開館。
- 2003年（平成15年）12月1日 - 地上デジタル放送開始。
- 2011年（平成23年）7月24日 - 正午をもって地上アナログ放送終了。翌25日の0時までに完全停波。
- 2013年（平成25年）5月27日 - 17時より『NHKネットラジオ らじる★らじる・名古屋』配信開始（ほか、仙台・大阪も同時開始）。
- 2018年（平成30年）4月12日 - 正午より民放ラジオポータルサイト『radiko』の実験配信（全国規模）を開始[WEB 2]。
- 2019年（令和元年）6月14日 - 組織改正により日本放送協会名古屋拠点放送局に改称[WEB 3][WEB 4]。
- 2021年（令和3年）3月3日 - NHKプラスで地域向けのテレビ番組の見逃し配信が開始[WEB 5][WEB 6]。
- 2022年（令和4年）4月1日 - 名称を日本放送協会名古屋放送局に戻した[WEB 7]。
- 2023年（令和5年）
  - 4月1日 - 令和改革により、部制（放送部・営業推進部等）からセンター制に見直され、経営管理センター（東海北陸地方各放送局統括管理）、コンテンツセンター（旧：放送センター）、視聴者リレーションセンター（旧：視聴者センター）へ再編された。
  - 4月3日 - 岐阜放送局と津放送局の合同キャンペーンとして「I LOVE 東海」を開始している[WEB 8]。

## チャンネル・周波数
放送対象地域
総合テレビ：愛知県
Eテレ：全国
ラジオ第1放送：中京広域圏（愛知県・岐阜県・三重県）
ラジオ第2放送：全国
FM放送：愛知県
太字は親局、それ以外はすべて中継局。

### テレビ放送

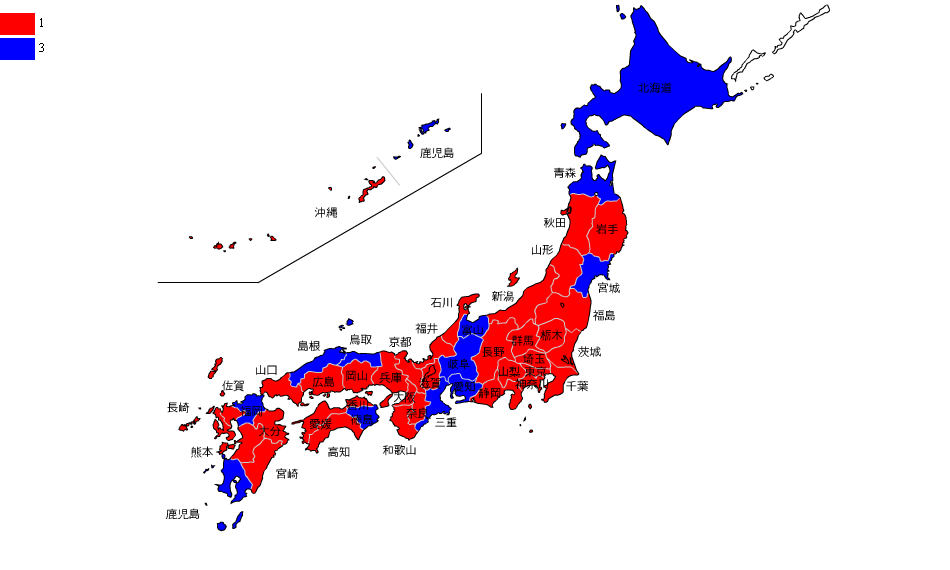
NHK総合のリモコンキーID

総合テレビのリモコンキーID（チャンネル）は「3」が割り当てられている。これは名古屋局のほか岐阜・津の各局も同じ。
なお、アナログ放送の時代においても名古屋テレビ塔から送信される親局はテレビ開局当初は試験放送時代から続いた5ch、1956年（昭和31年）9月1日の周波数変更以来3chが割り当てられており、この地方では「NHK＝3チャンネル」が長年定着していた。なお、全国的には関東1都6県・近畿2府4県・広島県など「1」を割り当てられる都府県が多いが、この地方においては「1チャンネル」は東海テレビ（フジテレビ系列）として定着していたため、東海テレビに「1」が割り当てられている（ほか、北海道・宮城県・福岡県など民放局が1チャンネルを継続使用している道県では、NHK総合テレビは3チャンネルとなっている。表参照）。同様にこの地方では「5チャンネル」として親しまれているJNN系列のCBCテレビも地デジはそのまま「5」を踏襲している。
- EテレのリモコンキーIDは全国共通で「2」。
  - なお、アナログ放送時代の教育テレビのチャンネル番号は「9」で、「9チャンネル」と呼ばれることが多かった。同様にアナログ「11」だったANN系列の名古屋テレビ放送（メ～テレ。地デジは「6」）は「11チャンネル」と呼ばれることが多かった。
- 総合テレビは県域局であるが、名古屋局の送信出力はEテレ・民放局（県域局のテレビ愛知以外）と同じ。

総合テレビ（リモコンキーID：3）
- 名古屋（愛知県瀬戸市）20ch JOCK-DTV 3kW
- 名駅 50ch 300mW
- 豊橋 29ch 10W
- 蒲郡田原 29ch 3W（垂直偏波）
- 設楽 41ch 1W
- 鳳来大野 20ch 300mW
- 二川 29ch 300mW
- 犬山南 48ch 300mW
- 知多内海 42ch 100mW
- 三河一宮 20ch 50mW（垂直偏波）
- 足助東 29ch 50mW
- 稲武東 27ch 50mW
- 稲武西 20ch 10mW

Eテレ（リモコンキーID：2）
- 名古屋（愛知県瀬戸市） 13ch JOCB-DTV 3kW
- 名駅 49ch 300mW
- 豊橋 24ch 10W
- 蒲郡田原 24ch 3W（垂直偏波）
- 設楽 43ch 1W
- 鳳来大野 13ch 300mW
- 二川 24ch 300mW
- 犬山南 49ch 300mW
- 知多内海 39ch 100mW
- 三河一宮 27ch 50mW（垂直偏波）
- 足助東 24ch 50mW
- 稲武東 24ch 50mW
- 稲武西 13ch 10mW
  - 他県の中継局については、それぞれのNHK県域放送局の項を参照。

### ラジオ放送

#### ラジオ第1放送
- 名古屋（愛知県弥富市）729kHz JOCK 50kW
- 豊橋 1161kHz 100W
- 新城 1026kHz 100W
  - 岐阜県・三重県の中継局については、それぞれのNHK県域放送局の項を参照。

#### ラジオ第2放送
- 名古屋（愛知県弥富市）909kHz JOCB 10kW
- 豊橋 1359kHz 100W
  - 他県の中継局については、それぞれのNHK県域放送局の項を参照。

#### FM放送
- 名古屋 82.5MHz JOCK-FM 10kW
- 豊橋 85.3MHz 50W
- 設楽 83.3MHz 100W

### アナログテレビ放送概要（廃止）
以下の掲載事項は、2011年7月24日の正午をもって通常の放送を終了した時点のもの。
- GCNコードは総合テレビで4176、教育テレビで4186であった。
- 総合テレビは現在は県域放送局であるが、かつては広域放送局だったころと同様、教育テレビや中京広域圏の民放VHF局と同じ出力で送信され、視聴可能な地域も濃尾平野の広範囲に及んでいた。
  - 岐阜・津の各放送局が開局前は、岐阜・三重の各県内の中継局も名古屋放送局が統括していた。

総合テレビ
- 名古屋 3ch JOCK-TV 映像10kW/音声2.5kW
- 豊橋 54ch 映像100W/音声25W
- 蒲郡田原 44ch 映像30W/音声7.5W（垂直偏波）
- 設楽 51ch 映像10W/音声2.5W
- 二川 51ch 映像3W/音声750mW
- 足助東 46ch 映像3W音声750mW
- 犬山南 54ch 映像1W/音声250mW
- 知多内海 40ch 映像1W/音声250mW
- 鳳来大野 45ch 映像1W/音声250mW
- 三河一宮 31ch 映像500mW/音声125mW（垂直偏波）
- 稲武東 53ch 映像100mW/音声25mW
- 稲武西 46ch 映像100mW/音声25mW

教育テレビ
- 名古屋 9ch JOCB-TV 映像10kW/音声2.5kW
- 豊橋 50ch 映像100W/音声25W
- 蒲郡田原 46ch 映像30W/音声7.5W（垂直偏波）
- 設楽 48ch 映像10W/音声2.5W
- 二川 48ch 映像3W/音声750mW
- 足助東 48ch 映像3W音声750mW
- 犬山南 52ch 映像1W/音声250mW
- 知多内海 44ch 映像1W/音声250mW
- 鳳来大野 47ch 映像1W/音声250mW
- 三河一宮 33ch 映像500mW/音声125mW（垂直偏波）
- 稲武東 51ch 映像100mW/音声25mW
- 稲武西 48ch 映像100mW/音声25mW
  - 他県の中継局については、それぞれのNHK県域放送局の項を参照。

## 支局・営業センター
支局
- 豊橋（豊橋市）[15]
- 小牧（小牧市）[15]
- 中部空港（常滑市）[15]
- 岡崎（岡崎市）[15]

営業センター
- 名古屋駅前（名古屋市中村区名駅南）[15]

## 広報活動
近年のキャッチコピーは以下の通り。
- 「いつも近くにNHK CK75」（2000年・開局75周年記念）
- 「いつも近くにNHK」（2001年 - 2004年）
- 「伝えますいつもここから心から」（2005年・開局80周年記念）
- 「つたえる、つなぐ、ナゴヤ100年」（2025年・開局100周年記念）

当局のマスコットキャラクターとして「むねハルくん」や「まるにゃん」（『まるっと!』の番組マスコットキャラクターから昇格）などが設定されている。活動範囲は当局のみに留まらず、中京広域圏の地デジ啓発CMに出演するなど、他の放送局（特に、別途キャラクターが設定されている津放送局）などへの出演も多い。

## 名古屋局制作番組
2025年度上期の編成（同年3月31日以降）。現在の番組の詳細は、公式サイトのテレビあるいはラジオを参照。

### 総合テレビ
東海3県もしくは東海・北陸地方向けの番組のうち、太字はNHKプラスの「ご当地プラス」において見逃し配信を実施している番組（実施予定の番組も含む）。
全国放送
- NHKプロ野球（中日ドラゴンズ戦）
  - デーゲームは14:00から、ナイターは19:30から[注釈 11][注釈 12]。
- 大相撲七月場所（名古屋場所）実況中継
- その他、年数本程度、全国向けの「ドラマ10」「よるドラ」「土曜ドラマ」などを利用して名古屋発のドラマが制作・生放送されていたが、コスト上の問題や、出演者にわざわざ名古屋拠点放送局のスタジオに来てもらうのは非効率であるという理由から2022年度以後は連続ドラマの製作から撤退し、単発枠を中心としたものに切り替えることになった（なお、「連続テレビ小説」[注釈 13]、「大河ドラマ」は、東海・北陸を舞台にした作品は存在するものの、基から名古屋局での製作は1本もない）[新聞 1]。

東海・北陸地方向け
- 気象情報
  - 平日：5:56 - 5:59、6:28 - 6:30、17:57 - 18:00[注釈 14]（※大相撲・高校野球期間中は休止）
  - 土日・祝日：5:55 - 5:59、6:28 - 6:30（※祝日を除く土曜日のみ）、7:57 - 8:00（日曜日以外の祝日のみ）、11:57 - 12:00（※平日でも8月中旬のお盆期間などは放送する場合あり）
  - 年末年始：6:56（または6:57） - 7:00、11:57 - 12:00
- ニュース・気象情報
  - 平日：15:07 - 15:10（国会中継時・高校野球期間中は休止）
  - 土曜日：6:53 - 7:00、20:55 - 21:00
  - 日曜日：6:55 - 7:00、7:40 - 7:45、20:55 - 21:00
  - 祝日：6:55 - 7:00、7:25 - 7:30、20:55 - 21:00
  - 年末年始：7:15 - 7:20、20:55 - 21:00（12月31日を除く[注釈 15]）
- ぐるっと!（平日 11:30 - 12:00[注釈 16]）
- ウイークエンド中部（土曜日 7:30 - 8:00）
- 中部ネイチャーシリーズ（10月の金曜日に放送、例外年あり）[16][新聞 2]
- NHKナゴヤニューイヤーコンサート（1月の第2日曜日前後に放送）[17]

東海3県+静岡県向け
- 気象情報（平日 11:57 - 12:00、お盆期間などは東海・北陸ブロックネットで放送）
- 東海 ドまんなか!（金曜日 19:30 - 19:55、再放送：土曜日 11:25 - 11:50）
  - 2022年度のみ毎月最終週は『東海 ドまんなか!LIVE』のタイトルで18分拡大（19:30 - 20:13）して放送していた。ただし、これについては一部の放送回を除き静岡県ではネットされず、静岡放送局制作の県域番組『たっぷり静岡+』に差し替えられた[注釈 17]。
  - 静岡局のみ「たっぷり静岡+」が放送される場合は、土曜日の再放送枠が本放送となる。

東海3県向け
- ニュース・気象情報
  - 平日：6:53 - 7:00（※大型連休、お盆、年末年始前後などは東海・北陸ブロックネット（または東海4県向け）で放送）、12:15 - 12:20（※ニュースのみ）[注釈 18]
  - 土日・祝日・年末年始：12:10 - 12:15（※基本はニュースのみだが、2017年度以降は気象情報も放送される場合あり）
  - 2011年度までは年末年始の20:55 - 21:00の「ニュース・気象情報」及び祝日の「ニュース845東海」、2012年度までは日曜日・祝日の6:55 - 7:00及び7:25 - 7:30（年末年始の7:15 - 7:20も含む）、日曜日 7:40 - 7:45の「ニュース・気象情報」、2013年度までは土曜日 6:53 - 7:00及び土日 20:55 - 21:00の「ニュース・気象情報」、2024年度までは平日11:57 - 12:00の「気象情報」[18]も東海3県向けで放送されていた。
- おはよう東海（平日 7:45 - 8:00）
  - 大型連休・お盆・年末年始（12月28日までと1月4日以降）は『おはよう東海・北陸』に改題の上東海・北陸ブロックネットで放送[注釈 19][注釈 20]。
- まるっと!（平日 18:10 - 18:30[注釈 21]）
- ニュース845東海（平日 20:45 - 21:00）
  - 2017年10月よりこの時間帯が東海3県向けの番組となり、岐阜・三重向けの県別番組（20:55 - 21:00）は廃止された。
  - 大型連休・お盆などは東海・北陸ブロックネットで放送され、「ニュース845東海・北陸」のタイトルで放送[注釈 22]。
- ニュース645（土日・祝日：18:45 - 18:59、年末年始・特別編成期：18:50 - 19:00）
  - 番組表上では「ニュース・気象情報（東海3県）」と表示される。

愛知県内向け
次の東海3県向けのローカルニュース番組のうち、岐阜・三重向けはこの時間帯は県別番組。但し、お盆や年末年始前後などは東海3県でフルネットされる場合がある。
- まるっと!（平日 18:30 - 18:59）

※このほかに、全国高等学校野球選手権大会（一部準決勝以前の試合）や天皇杯全日本サッカー選手権大会の県大会や、選挙の政見放送・開票速報番組など、随時県別番組を組む場合あり。

### 教育テレビ（Eテレ）
- NHK全国学校音楽コンクール（主にEテレで放送するが、重複すると総合テレビで放送することがある）
  - ブロックコンクールまでの放送。毎年1回放送される。
  - 都府県地区コンクールのうち、愛知・岐阜・三重県コンクールは東海3県で同時放送している。ただし制作は、岐阜は岐阜放送局、三重は津放送局で、放送は名古屋放送局からとなっている。再放送はされない。
  - 東海・北陸ブロックコンクールは、東海・北陸ブロック（東海3県、静岡・福井・石川・富山の各県）で放送される。制作は名古屋放送局。こちらは後日深夜に再放送がある。
- 全国高等学校野球選手権大会
  - 愛知県、岐阜県、三重県大会の準決勝以降から放送。すべて東海3県向けに放送。
  - 一部の県では準決勝以前の試合を県域放送（総合テレビも同様）で放送する場合あり。

### BS（全国放送）
- NHKプロ野球（中日ドラゴンズ戦）
- 大相撲七月場所（名古屋場所）実況中継
- 躍動する大自然 奇跡の絶景ストーリー[19][WEB 10]
  - 10月に放送される『中部ネイチャーシリーズ』（2020年度までは『金とく』の企画として放送）[新聞 2]の再構成版[20][WEB 11]。BSプレミアム4K（旧BS4K）でも放送[20]。なお、2021年度よりタイトル表記は「躍動する大自然」となっている。
- 中部推し!（随時）

### ラジオ第1放送
- NHKプロ野球（中日ドラゴンズ戦、全国放送または東海3県向け[21]）
- 大相撲七月場所（名古屋場所）実況中継（初日 - 14日目：16:05 - 18:00、千秋楽：15:05 - 18:00、全国放送）
- 夕刊 ゴジらじ（平日 17:00 - 17:55、東海3県向け[注釈 23]）

ラジオのローカル枠
※無印：東海・北陸ブロック放送。▲印：平日は東海3県ローカル（土日・祝日・年末年始は東海・北陸ブロック放送）
※★印は気象情報のみ。☆印は交通情報も放送。△印：国会中継や高校野球中継・大相撲中継（16時台・17時台）の場合は休止。
- 5:55（FMサイマル）★
- 6:25
- 6:55（FMサイマル）★
- 平日 7:20[注釈 26]、土日・祝日・年末年始 7:15（FMサイマル）
- 月曜 - 土曜・祝日 7:50☆[注釈 27]、日曜・年末年始 7:55
- 9:55▲[注釈 28]☆△ - 日曜日は放送なし[注釈 29]
- 11:50（FMサイマル）▲
- 12:15▲ 土日・祝日・年末年始 12:10、東海・北陸ブロック放送（FMサイマル）
- 13:55▲☆△
- 14:55▲△
- 16:55☆△
- 17:55 - 平日は東海・北陸ブロック放送（静岡県・石川県を除く）[注釈 30]、土日・祝日・年末年始は東海3県ローカル。☆△
- 18:50（FMサイマル[注釈 31]）▲
- 19:20 - 土日・祝日・年末年始「NHKきょうのニュース」（東海3県ローカル）
- 19:55 - ☆ 日曜日は放送なし[注釈 32]
- 21:55
- 22:55

### 補足
- 2013年3月の『FMトワイライト』の放送終了をもって、定時放送でのFMローカル放送は終了した。
- ただし不定期で、NHK全国学校音楽コンクール県大会、全国高等学校野球選手権県予選大会、春季・秋季県高校野球大会などを放送する場合があるが、愛知県向けの高校野球などのスポーツ放送は基本的にラジオ第1での放送となるため、FMではラジオ第1が国会中継や重大な事件・地震や台風などによりやむを得ない事情で放送が不可能となった場合に限って迂回放送をする程度である。
- 東海・北陸（または東海3県）向けの放送であっても「NHKネットラジオ らじる★らじる・名古屋」で静岡県、福井県、石川県、富山県など全国各地で聴取することが可能。

### 過去の主な番組

#### テレビ
愛・地球博関連
- お昼ですよ!愛・地球博
- モリゾーとキッコロ
- 巨樹は語る
- さらさらサラダ愛・地球博
- 愛・地球博 なごやか情報局

以上の5番組は、愛・地球博関連番組。
ドラマ
- 銀河テレビ小説
- ドラマ新銀河
- NHK夜の連続ドラマ
- 少年ドラマシリーズ[22]
- ドラマ愛の詩シリーズ

以上のドラマ5番組は一部の作品を名古屋局が担当した。
2022年度には、NHK名古屋放送局のドラマ制作部門が廃止される予定となっている
平日午前
- マイタウン情報
- おしゃべりらんち（1995年4月3日 - 2003年3月）
- さらさらサラダ（2013年4月3日 - 2024年3月25日）

平日昼
- どんどんふるさとプラザ

平日夕方
- プラザウェーブからこんばんは
- ゆうがたチャンス!
- 石井かおるのちょっとひといき
- 東海たまて箱（2004年4月 - 2004年9月10日）
- ゆうどきネットワーク東海・北陸（平日 17:30 - 18:00、月曜日 - 木曜日の17:50以降は東海3県および静岡局の地デジサブチャンネル向け放送、金曜日の17:50以降は各局別放送。ただし静岡局の地デジサブチャンネルは名古屋発をネット。2006年4月3日 - 2007年3月9日）
- NHK640(1976年4月5日 - 1982年4月2日)
- ニュース630（1982年4月5日 - 1988年4月1日）
- イブニングネットワーク東海（1988年4月4日 - 1991年8月2日）
- ニュースウェーブNHK東海（1991年8月5日 - 1998年3月31日）
- こんばんは6時です（1998年4月1日 - 2001年3月30日）
- ほっとイブニング（2001年4月2日 - 2018年3月30日）

平日夜
- ニュースウエーブ845

その他
- とうかい発見伝（1992年4月23日 - ）
- あいち・ぎふ・みえ なごやか情報局
- ニュースダイジェスト東海
- サタテン
- あなたの東海アーカイブス
- 愛知・名古屋マイソング
- 柿沼アナの東海ピックアップ（2007年4月7日 - 2008年3月15日、土曜日 11:40 - 11:49）
- 未来派宣言
- 21世紀ビジネス塾
- ビジネス未来人
- オトナの試験（資格試験とそれに挑戦する人にスポットを当てた10分番組）
- 日本まんなか紀行
- NHK名古屋・津・岐阜 「交通事故0」キャンペーン（随時放送、2007年度）
- ありがとうキャンペーン-伝えたいありがとうがある（随時放送、2007年度）
- 器 夢工房
- 鈴木アナの東海ピックアップ
- かんどアナの東海ピックアップ
- 中学生日記
- 知って解決!SKEっとネット
- Good Job!会社の星
- ティーンズプロジェクト フレ☆フレ
- 超絶 凄ワザ!（月1回放送）[WEB 12]
- 北陸東海（70年代から80年代にかけて木曜19時台後半に放送）
- 中部ナウ（1989年4月8日 - 1993年4月3日）[23][24]
- 東海北陸ヒューマンドキュメンタリー
- 日曜Tube
- 列島ニュース新型コロナ最新情報→列島ニュース（2020年5月7日 - 29日・8月24日 - 9月25日）[注釈 33]
- デデデデザインて何?!
- BS列島ニュース（BS1、東海ローカルニュースのみ）
- ショートストーリーズ
- ナビゲーション[WEB 6]
- ド真ん中ジャーナル!
- 金とく
  - 2020年度までは東海3県または東海・北陸地方向けの放送となっていたが[25]、2021年度からは東海3県のみの放送に変更した。
- Uta-Tube
- 東海ピックアップ

#### ラジオ
- 少年課外講座（1925年12月13日 - ）
- 朝のラヂオ学校（1929年7月 - 8月）
- ゆきねえの名古屋なごやか喫茶（ラジオ第1、2009年4月15日 - 2014年3月19日）
- ポルトガル語の時間（ラジオ第2）
- FMトワイライト（FM、1999年3月29日 - 2013年3月29日）
- 中部いきいき情報（ラジオ第1）
- 中部あさいちばん（ラジオ第1）
- 東海北陸あさラジオ（ラジオ第1、2019年3月30日で終了）

### 特別番組
- Midnight CK 夜もさらさら
- ゆめうつつ

## アナウンサー・キャスター

### アナウンサー
- *は過去にも名古屋局勤務の経験があることを表す。前任地が太字の人物はその局が初任地。

| 氏名      | 前任地                                | 主な担当番組                                                                                          | 備考                             |
| --------- | ------------------------------------- | --- | -------------------------------- |
| 浅野正紀* | 名古屋 （視聴者リレーションセンター） | アナウンスグループ統括 （部長級・専任）                                                               | 管理業務主体 岐阜県 揖斐川町出身 |
| 原大策    | 沖縄                                  | 東海 ドまんなか! （キャスター）                                                                       |                                  |
| 山田大樹* | 東京アナウンス室                      | まるっと! （キャスター）                                                                              | 名古屋市出身                     |
| 山田真夕  | 山形                                  | まるっと! （キャスター）                                                                              |                                  |
| 澤田拓海  | 松江                                  | ウイークエンド中部 （キャスター）                                                                     |                                  |
| 三輪洋雄  | 東京アナウンス室                      | 各種スポーツ中継 東海3県・東海北陸のニュース                                                          |                                  |
| 黒住駿    | 仙台                                  | 各種スポーツ中継 東海3県・東海北陸のニュース                                                          |                                  |
| 片平和宏  | 静岡                                  | 各種スポーツ中継 東海3県・東海北陸のニュース                                                          | 江南市出身                       |
| 土田翼    | 鳥取                                  | おはよう東海 （キャスター） あさイチ （本部制作・東海地域中継リポーター） 東海3県・東海北陸のニュース | 一宮市出身                       |
| 増村聡太  | 和歌山                                | おはよう東海 （キャスター） 東海3県・東海北陸のニュース                                               | 豊川市出身                       |
| 鈴村奈美  | 初任地                                | おはよう東海 （キャスター） 東海3県・東海北陸のニュース                                               | 地域職員 岐阜県 岐阜市出身       |
| 吉田浩    | 大阪                                  | 東海3県・東海北陸のニュース                                                                           |                                  |
| 荒井匡    | 鹿児島                                | 東海3県・東海北陸のニュース                                                                           |                                  |
| 山岡裕明  | ラジオセンター                        | 東海3県・東海北陸のニュース                                                                           |                                  |
| 大槻隆行  | 東京アナウンス室                      | 東海3県・東海北陸のニュース                                                                           |                                  |
| 吉田真人  | 奈良                                  | 夕刊ゴジらじ 東海3県・東海北陸のニュース                                                              |                                  |

### キャスター
| 氏名       | 所属・前職等                                         | 主な担当番組 | 備考                                            |
| CK専属     | CK専属                                               | CK専属 | CK専属                                          |
| ---------- | ---------------------------------------------------- | --- | ----------------------------------------------- |
| 金子紗也   | 熊本 （契約キャスター）                              | まるっと! （リポーター） おはよう東海 （キャスター） 日曜・祝日の朝のニュース 東海3県・東海北陸のニュース （ラジオ・日曜12時台・祝日12時台・平日日中） |                                                 |
| 工藤舞子   | 鳥取 （契約キャスター）                              | まるっと! （リポーター） |                                                 |
| 山﨑優里   | 佐賀 （契約キャスター）                              | まるっと! （リポーター） | 半田市出身                                      |
| 清田りな   | 奈良 （契約キャスター）                              | まるっと! （スポーツキャスター） | 豊田市出身                                      |
| 髙木理加   | 津 （契約キャスター）                                | まるっと! （リポーター） 夕刊ゴジらじ 東海3県・東海北陸のニュース （ラジオ・平日日中）                                                                 | 愛知県出身                                      |
| 市橋里音奈 | 岐阜 （契約キャスター）                              | まるっと! （リポーター） 夕刊ゴジらじ 東海3県・東海北陸のニュース （ラジオ・平日日中）                                                                 | 名古屋市出身                                    |
| Vitor      | ファッションモデル セブンプロモーション所属          | まるっと! （多文化共生リポーター） | オフィス・シネマレスト所属 豊田市出身           |
| 右手愛美   |                                                      | ぐるっと! （司会） | 劇団「ピヨピヨレボリューション」主宰 小牧市出身 |
| 今村有希   | 福井 （契約キャスター）                              | ウイークエンド中部 （キャスター） | 長久手市出身                                    |
| 各務朱音   | 福井 （契約キャスター）                              | ウイークエンド中部 （リポーター） まるっと! （リポーター）                                                                                             | 岐阜県 土岐市出身                               |
| フリー     |                                                      | |                                                 |
| 西根智彦   | フリーアナウンサー 劇団μ代表                         | 東海3県・東海北陸のニュース （ラジオ・日曜・祝日） |                                                 |
| 小倉理恵   | 元岐阜放送アナウンサー 元CBCラジオレポートドライバー | 東海3県・東海北陸のニュース （ラジオ・日曜・祝日） | 岐阜県 瑞穂市出身                               |
| 気象予報士 |                                                      | |                                                 |
| 土井邦裕   | 元中京テレビ、KFB福島放送気象キャスター              | おはよう東海 ぐるっと! | オフィス気象キャスター所属 豊田市出身           |
| 寺尾直樹*  | 元ウェザーニューズ気象キャスター                     | まるっと! |                                                 |
| 立岩洋輔   |                                                      | ウイークエンド中部 | 日本気象協会中部支社所属 田原市出身             |

## 天気予報とお天気カメラ
名古屋駅、名古屋テレビ塔、中部国際空港スカイデッキ、名古屋港、豊橋、伊良湖岬、師崎港、津島、長久手などに設置されている。なお、基本的には常設されているものを使用するが、『まるっと!』などで特定の地域から公開生放送を行う場合や、紅葉の時期に八事山興正寺や香嵐渓などの観光名所、あるいは公開生放送先のランドマークの屋上などに一定期間設置される場合もある。かつては、名古屋空港（現・県営名古屋空港）や愛知万博会場内にも設置されていた。

## 放送事故
2013年4月から8月までの間、津市と岐阜市の予報を逆に放送していたミスが見つかった。その誤りが公表されたのちにも、2013年4月1日から1年あまりにわたって長野市の降水確率を名古屋市と同じ数字で表示していたことが判明した。

## 関連施設
- 放送体験スタジオ わくわく（NHK名古屋放送センタービル1階）[27][WEB 14] - 旧名称は遊&放プラザ。

## 関連団体
- 名古屋放送管弦楽団
- 名古屋放送劇団
- 名古屋放送児童劇団
- 名古屋放送児童管弦楽団
- 名古屋放送合唱団
- 名古屋放送児童合唱団

## 名古屋放送局管轄のNHK放送局
- NHK岐阜放送局[WEB 1]
- NHK津放送局[WEB 1]
- NHK静岡放送局[WEB 1]
- NHK福井放送局[WEB 1]
- NHK金沢放送局[WEB 1]
- NHK富山放送局[WEB 1]

## 備考
- 1984年に名古屋局のテレビ放送開局30年を記念して、愛知県・名古屋市・名古屋商工会議所・中日新聞社との共催で「愛知・名古屋マイソング」を企画、作詞・作曲を一般公募した。この企画は1988年まで続けられ、優秀候補曲の発表会の模様や、最優秀曲・優秀曲に選ばれた作品を流す5分間のミニ番組が放送された。なお、これらの番組は名古屋局のほか、津・岐阜両局でも同時ネットしていた[28][29]。
- テレビ画面をやや縮小して逆L字のスペースを作り、そこに緊急情報を流す「逆L字画面」は名古屋局が考案したものだった[30]。
- 2020年以降はNHKの全拠点局で唯一、土日祝のテレビでの12:10からと18:45からのローカルニュースで、名古屋からの東海北陸のニュースを実施していない[31]。
- ラジオで東海北陸の（ニュースと）気象情報に入る際は警報は伝えても注意報は伝えない。